# Yuan Tseh Lee
Yuan Tseh Lee, znaky 李遠哲 (* 19. listopadu 1936 Sin-ču) je tchajwanský chemik.

## Práce
Zabývá se zkoumáním rychlosti chemických reakcí. Vyvinul metodu zkřížených molekulových svazků, která postihuje reakce probíhající v časovém rozmezí menším než 10−12 s. Za tento objev získal v roce 1986 Nobelovu cenu společně s D. R. Herschbachem a J. C. Polanyim.